# ساهالاوا
ساهالاوا (به لاتین: Sahalava) یک منطقهٔ مسکونی در ماداگاسکار است که در وهیپنو واقع شده‌است. ساهالاوا ۱٬۴۱۴ نفر جمعیت دارد و ۳۱ متر بالاتر از سطح دریا واقع شده‌است.